# 资治通鉴续纪
《资治通鉴续纪》，是中国当代历史爱好者吴海京编写的《资治通鉴》续书，书籍时间年限上至宋太祖建隆元年（960年），下至清宣统三年（1911年），共952年，包括宋纪117卷，元纪36卷，明纪85卷，清纪100卷。这一鸿篇巨制使中国自战国至清末两千年历史得以贯通，极具史料价值，本书于2013年由中国文史出版社出版；2014年再版，各紀卷數改為附錄2卷（由2013年版宋紀前二卷有關遼初歷史分離出來），宋紀115卷，元紀36卷，明紀85卷，清紀100卷，書前增凡例說明編撰取材、紀年、正統，史料取捨、人名地名規範等問題，書末附札記6卷對不同史書中的抵牾之處作了簡略的辯析。

## 作者
吴海京，现任诸暨市政法委员会干部，中国共产党员。因感叹司马温公《资治通鉴》没有好的续作，自宋元明清长达千余年的历史没有一部系统的编年体史书，因而以一人穷十年之力，参考诸类史籍百余种，删繁去冗，前后考证，撰写成册。按照北宋司马光编著的《资治通鉴》的体例，用十年时间补上了五代以后到清朝的历史，使中国自战国至清朝二千多年的历史前后贯通，合成一体。

## 二版目錄
- 全338卷：

1. 《附錄》，二。記遼國事。
2. 《宋紀》，一百一十五卷。十國、遼、金、西夏、蒙古及元無紀。
3. 《元紀》，三十六卷。南宋、元末群雄無紀。
4. 《明紀》，八十五卷。北元、後金及清無紀。
5. 《清紀》，一百卷。南明、流寇、太平天國無紀。

- 卷001 附錄1 起丁卯(907)盡庚子(940)凡三十四年 後梁開平元年至後晉天福五年
- 卷002 附錄2 起辛丑(941)盡己未(959)凡十九年  後晉天福六年至後周顯德六年

- 卷003 宋紀一 起庚申(960)盡壬戌(962)六月凡二年有奇　太祖建隆元年至三年
- 卷004 宋紀二 起壬戌(962)六月盡乙丑(964)凡二年有奇　太祖建隆三年　乾德元年至二年
- 卷005 宋紀三 起乙丑(965)盡己巳(969)三月凡四年有奇　太祖乾德三年至五年　開寶元年
- 卷006 宋紀四 起己巳(969)四月盡辛未(971)凡二年有奇　太祖開寶元年至四年
- 卷007 宋紀五 起壬申(972)盡乙亥(975)九月凡三年有奇　太祖開寶五年至八年
- 卷008 宋紀六 起乙亥(975)十月盡戊寅(978)凡三年有奇　太祖開寶八年　太宗太平興國元年至三年
- 卷009 宋紀七 起己卯(979)盡壬午(982)四月凡三年有奇　太宗太平興國四年至七年
- 卷010 宋紀八 起壬午(982)五月盡乙酉(985)凡三年有奇　太宗太平興國七年至八年　雍熙元年至二年
- 卷011 宋紀九 起丙戌(986)盡戊子(988)凡三年　太宗雍熙三年至四年　端拱元年
- 卷012 宋紀十 起己丑(989)盡癸巳(993)六月凡四年有奇　太宗端拱二年　淳化元年至四年
- 卷013 宋紀十一 起癸巳(993)七月盡乙未(995)三月凡一年有奇　太宗淳化四年至五年　至道元年
- 卷014 宋紀十二 起乙未(995)四月盡戊戌(998)凡三年有奇　太宗至道元年至三年　真宗咸平元年
- 卷015 宋紀十三 起己亥(999)盡辛丑(1001)凡三年　真宗咸平二年至四年
- 卷016 宋紀十四 起壬寅(1002)盡甲辰(1004)凡三年　真宗咸平五年至六年　景德元年
- 卷017 宋紀十五 起乙巳(1005)盡己酉(1009)凡五年　真宗景德二年至四年　大中祥符元年至二年
- 卷018 宋紀十六 起庚戌(1010)盡癸丑(1013)七月凡三年有奇　真宗大中祥符三年至六年
- 卷019 宋紀十七 起癸丑(1013)八月盡丙辰(1016)凡三年有奇　真宗大中祥符六年至九年
- 卷020 宋紀十八 起丁巳(1017)盡庚申(1020)十月凡三年有奇　真宗天禧元年至四年
- 卷021 宋紀十九 起庚申(1020)十一月盡乙丑(1025)十一月凡五年有奇　真宗天禧四年至五年　乾興元年　仁宗天聖元年至三年
- 卷022 宋紀二十 起乙丑(1025)十二月盡庚午(1030)凡五年有奇　仁宗天聖三年至八年
- 卷023 宋紀二十一 起辛未(1031)盡甲戌(1034)六月凡三年有奇　仁宗天聖九年　明道元年至二年　景祐元年
- 卷024 宋紀二十二 起甲戌(1034)七月盡丁丑(1037)凡三年有奇　仁宗景祐元年至四年
- 卷025 宋紀二十三 起戊寅(1038)盡庚辰(1040)六月凡二年有奇　仁宗寶元元年至二年　康定元年
- 卷026 宋紀二十四 起庚辰(1040)七月盡壬午(1042)盡三月凡二年有奇　仁宗康定元年　慶曆元年至二年
- 卷027 宋紀二十五 起壬午(1042)四月盡癸未(1043)十月凡一年有奇　仁宗慶曆二年至三年
- 卷028 宋紀二十六 起癸未(1043)十一月盡乙酉(1045)六月凡一年有奇　仁宗慶曆三年至五年
- 卷029 宋紀二十七 起乙酉(1045)七月盡戊子(1048)六月凡三年　仁宗慶曆五年至八年
- 卷030 宋紀二十八 起戊子(1048)七月盡辛卯(1051)凡三年有奇　仁宗慶曆八年　皇祐元年至三年
- 卷031 宋紀二十九 起壬辰(1052)盡癸巳(1053)凡二年　仁宗皇祐四年至五年
- 卷032 宋紀三十 起甲午(1054)盡丙申(1056)九月凡二年有奇　仁宗至和元年至二年　嘉祐元年
- 卷033 宋紀三十一 起丙申(1056)十月盡庚子(1060)六月凡三年有奇　仁宗嘉祐元年至五年
- 卷034 宋紀三十二 起庚子(1060)七月盡癸卯(1063)六月凡三年　仁宗嘉祐五年至八年
- 卷035 宋紀三十三 起癸卯(1063)七月盡乙巳(1065)六月凡二年　仁宗嘉祐八年　英宗治平元年至二年
- 卷036 宋紀三十四 起乙巳(1065)七月盡丁未(1067)凡二年有奇　英宗治平二年至四年
- 卷037 宋紀三十五 起戊申(1068)盡己酉(1069)凡二年　神宗熙寧元年至二年
- 卷038 宋紀三十六 起庚戌(1070)盡辛亥(1071)凡二年　神宗熙寧三年至四年
- 卷039 宋紀三十七 起壬子(1072)盡甲寅(1074)凡三年　神宗熙寧五年至七年
- 卷040 宋紀三十八 起乙卯(1075)盡丁巳(1077)七月凡二年有奇　神宗熙寧八年至十年
- 卷041 宋紀三十九 起丁巳(1077)八月盡辛酉(1081)九月凡四年有奇　神宗熙寧十年　元豐元年至四年
- 卷042 宋紀四十 起辛酉(1081)十月盡甲子(1084)凡三年有奇　神宗元豐四年至七年
- 卷043 宋紀四十一 起乙丑(1085)盡丙寅(1086)凡二年　神宗元豐八年　哲宗元祐元年
- 卷044 宋紀四十二 起丁卯(1087)盡庚午(1090)凡四年　哲宗元祐二年至五年
- 卷045 宋紀四十三 起辛未(1091)盡甲戌(1094)六月凡三年有奇　哲宗元祐六年至八年　紹聖元年
- 卷046 宋紀四十四 起甲戌(1094)七月盡戊寅(1098)凡四年有奇　哲宗紹聖元年至四年　元符元年
- 卷045 宋紀四十五 起己卯(1099)盡辛巳(1101)凡三年　哲宗元符二年至三年　徽宗建國靖中元年
- 卷046 宋紀四十六 起壬午(1102)盡甲申(1104)凡三年　徽宗崇寧元年至三年
- 卷047 宋紀四十七 起乙酉(1105)五月盡己丑(1109)凡五年　徽宗崇寧四年至五年　大觀元年至三年
- 卷048 宋紀四十八 起庚寅(1110)盡甲午(1114)凡五年　徽宗大觀四年　政和元年至四年
- 卷049 宋紀四十九 起乙未(1115)盡丁酉(1117)凡三年　徽宗政和五年至七年
- 卷050 宋紀五十 起戊戌(1118)盡庚子(1120)凡三年　徽宗重和元年　宣和元年至二年
- 卷051 宋紀五十一 起辛丑(1121)盡壬寅(1122)凡二年　徽宗宣和三年至四年
- 卷052 宋紀五十二 起癸卯(1123)盡乙巳(1125)九月凡二年有奇　徽宗宣和五年至七年
- 卷053 宋紀五十三 起乙巳(1125)十月盡丙午(1126)三月不滿一年　徽宗宣和七年　欽宗靖康元年
- 卷054 宋紀五十四 起丙午(1126)四月盡十二月不滿一年　欽宗靖康元年
- 卷055 宋紀五十五 起丁未(1127)元月盡六月不滿一年　高宗建炎元年
- 卷056 宋紀五十六 起丁未(1127)七月盡戊申(1128)正月不滿一年　高宗建炎元年至二年
- 卷057 宋紀五十七 起戊申(1128)二月盡十二月不滿一年　高宗建炎二年
- 卷058 宋紀五十八 起己酉(1129)正月盡三月不滿一年　高宗建炎三年
- 卷059 宋紀五十九 起己酉(1129)四月盡十一月不滿一年　高宗建炎三年
- 卷060 宋紀六十 起己酉(1129)十二月盡庚戌(1130)八月不滿一年　高宗建炎三年至四年
- 卷061 宋紀六十一 起庚戌(1130)九月盡辛亥(1131)八月凡一年　高宗建炎四年　紹興元年
- 卷062 宋紀六十二 起辛亥(1131)九月盡壬子(1132)九月凡一年有奇　高宗紹興元年至二年
- 卷063 宋紀六十三 起壬子(1132)十月盡甲寅(1134)三月凡一年有奇　高宗紹興二年至四年
- 卷064 宋紀六十四 起甲寅(1134)四月盡乙卯(1135)閏四月凡一年有奇　高宗紹興四年至五年
- 卷065 宋紀六十五 起乙卯(1135)五月盡丙辰(1136)凡一年有奇　高宗紹興五年至六年
- 卷066 宋紀六十六 起丁巳(1137)盡戊午(1138)十月凡一年有奇　高宗紹興七年至八年
- 卷067 宋紀六十七 起戊午(1138)十一月盡庚申(1140)三月凡一年餘　高宗紹興八年至十年
- 卷068 宋紀六十八 起庚申(1140)四月盡辛酉(1141)正月凡不滿一年　高宗紹興十年至十一年
- 卷069 宋紀六十九 起辛酉(1141)二月盡壬戌(1142)凡一年有奇　高宗紹興十一年至十二年
- 卷070 宋紀七十 起癸亥(1143)盡丁卯(1147)凡五年　高宗紹興十三至十七年
- 卷071 宋紀七十一 起戊辰(1148)盡庚午(1150)凡三年　高宗紹興十八年至二十年
- 卷072 宋紀七十二 起辛未(1151)盡乙亥(1155)凡五年　高宗紹興二十一年至二十五年
- 卷073 宋紀七十三 起丙子(1156)盡己卯(1159)六月凡三年有奇　高宗紹興二十六年至二十九年
- 卷074 宋紀七十四 起己卯(1159)七月盡辛巳(1161)八月凡二年有奇　高宗紹興二十九年至三十一年
- 卷075 宋紀七十五 起辛巳(1161)九月盡十一月不滿一年　高宗紹興三十一年
- 卷076 宋紀七十六 起辛巳(1161)十二月盡壬午(1162)四月不滿一年　高宗紹興三十一年至三十二年
- 卷077 宋紀七十七 起壬午(1162)五月盡癸未(1163)五月凡一年有奇　高宗紹興三十二年　孝宗隆興元年
- 卷078 宋紀七十八 起癸未(1163)六月盡乙酉(1165)凡二年有奇　孝宗隆興元年至二年　乾道元年
- 卷079 宋紀七十九 起丙戌(1166)盡庚寅(1170)五月凡四年有奇　孝宗乾道二年至六年
- 卷080 宋紀八十 起庚寅(1170)閏五月盡癸巳(1173)凡三年有奇　孝宗乾道六年至九年
- 卷081 宋紀八十一 起甲午(1174)盡戊戌(1178)二月凡四年有奇　孝宗淳熙元年至五年
- 卷082 宋紀八十二 起戊戌(1178)三月盡壬寅(1182)凡四年有奇　孝宗淳熙五年至九年
- 卷083 宋紀八十三 起癸卯(1183)盡丁未(1187)凡五年　孝宗淳熙十年至十四年
- 卷084 宋紀八十四 起戊日(1188)盡辛亥(1191)凡四年　孝宗淳熙十五年至十六年　光宗紹熙元年至二年
- 卷085 宋紀八十五 起壬子(1192)盡甲寅(1194)十月凡二年有奇　光宗紹熙三年至五年
- 卷086 宋紀八十六 起甲寅(1194)閏十月盡丁巳(1197)凡三年有奇　光宗紹熙五年　寧宗慶元元年至三年
- 卷087 宋紀八十七 起戊午(1198)盡辛酉(1201)凡四年　寧宗慶元四年至六年　嘉泰元年
- 卷088 宋紀八十八 起壬戌(1202)盡甲子(1204)凡三年　寧宗嘉泰二年至四年
- 卷089 宋紀八十九 起乙丑(1205)盡丙寅(1206)十一月凡一年有奇　寧宗開禧元年至二年
- 卷090 宋紀九十 起丙寅(1206)十二月盡戊辰(1208)九月凡一年有奇　寧宗開禧二年至三年　嘉定元年
- 卷091 宋紀九十一 起戊辰(1208)十月盡壬申(1212)凡四年有奇　寧宗嘉定元年至五年
- 卷092 宋紀九十二 起癸酉(1213)盡甲戌(1214)凡二年　寧宗嘉定六年至七年
- 卷093 宋紀九十三 起乙亥(1215)盡丁丑(1217)五月凡二年有奇　寧宗嘉定八年至十年
- 卷094 宋紀九十四 起丁丑(1217)六月盡己卯(1219)四月凡一年有奇　寧宗嘉定十年至十二年
- 卷095 宋紀九十五 起己卯(1219)五月盡庚辰(1220)凡一年有奇　寧宗嘉定十二年至十三年
- 卷096 宋紀九十六 起辛巳(1221)盡壬午(1222)五月凡一年有奇　寧宗嘉定十四年至十五年
- 卷097 宋紀九十七 起壬午(1222)六月盡乙酉(1225)二月凡二年有奇　寧宗嘉定十五年至十七年　理宗寶慶元年
- 卷098 宋紀九十八 起乙酉(1225)三月盡丁亥(1227)凡二年有奇　理宗寶慶元年至三年
- 卷099 宋紀九十九 起戊子(1228)盡辛卯(1231)正月凡三年有奇　理宗紹定元年至四年
- 卷100 宋紀一百 起辛卯(1231)二月盡壬辰(1232)二月凡一年有奇　理宗紹定四年至五年
- 卷101 宋紀一百一 起壬辰(1232)三月盡癸巳(1233)正月不滿一年　理宗紹定五年至六年
- 卷102 宋紀一百二 起癸巳(1233)二月盡十二月不滿一年　理宗紹定六年
- 卷103 宋紀一百三 起甲午(1234)盡丙申(1236)六月凡二年有奇　理宗端平元年至三年
- 卷104 宋紀一百四 起丙申(1236)七月盡己亥(1239)凡三年有奇　理宗端平三年　嘉熙元年至三年
- 卷105 宋紀一百五 起庚子(1240)盡癸卯(1243)凡四年　理宗嘉熙四年　淳祐元年至三年
- 卷106 宋紀一百六 起甲辰(1244)九月盡戌申(1248)凡五年　理宗淳祐四年至八年
- 卷107 宋紀一百七 起己酉(1249)盡壬子(1252)凡四年　理宗淳祐九年至十二年
- 卷108 宋紀一百八 起癸丑(1253)盡丙辰(1256)凡四年　理宗寶祐元年至四年
- 卷109 宋紀一百九 起丁巳(1257)盡己未(1259)八月凡二年有奇　理宗寶祐五年至六年　開慶元年
- 卷110 宋紀一百十 起己未(1259)九月盡庚申(1260)九月凡一年有奇　理宗開慶元年　景定元年
- 卷111 宋紀一百十一 起庚申(1260)十月盡壬戌(1262)閏九月凡二年　理宗景定元年至三年
- 卷112 宋紀一百十二 起壬戌(1262)十月盡乙丑(1265)六月凡二年有奇　理宗景定三年至五年　度宗咸淳元年
- 卷113 宋紀一百十三 起乙丑(1265)七月盡戊辰(1268)凡三年有奇　度宗咸淳元年至四年
- 卷114 宋紀一百十四 起己巳(1269)盡辛未(1271)凡三年　度宗咸淳五年至七年
- 卷115 宋紀一百十五 起壬申(1272)盡甲戌(1274)凡三年　度宗咸淳八年至十年

- 卷116 元紀一 起乙亥(1275)正月盡六月不滿一年　世祖至元十二年
- 卷117 元紀二 起乙亥(1275)七月盡丙子(1276)正月不滿一年　世祖至元十二年至十三年
- 卷118 元紀三 起丙子(1276)二月盡十二月不滿一年　世祖至元十三年
- 卷119 元紀四 起丁丑(1277)盡戊寅(1278)七月凡一年有奇　世祖至元十四年至十五年
- 卷120 元紀五 起戊寅(1278)八月盡庚辰(1280)七月凡一年有奇　世祖至元十五年至十七年
- 卷121 元紀六 起庚辰(1280)八月盡壬午(1282)五月凡一年有奇　世祖至元十七年至十九年
- 卷122 元紀七 起壬午(1282)六月盡甲申(1284)凡二年有奇　世祖至元十九年至二十一年
- 卷123 元紀八 起乙酉(1285)盡丁亥(1287)四月凡二年有奇　世祖至元二十二年至二十四年
- 卷124 元紀九 起丁亥(1287)五月盡己丑(1289)五月凡二年有奇　世祖至元二十四年至二十六年
- 卷125 元紀十 起己丑(1289)六月盡辛卯(1291)凡二年有奇　世祖至元二十六年至二十八年
- 卷126 元紀十一 起壬辰(1292)盡甲午(1294)六月凡二年有奇　世祖至元二十九年至三十一年
- 卷127 元紀十二 起甲午(1294)七月盡丁酉(1297)九月凡三年　世祖至元三十一年　成宗元貞元年至二年　大德元年
- 卷128 元紀十三 起丁酉(1297)十月盡辛丑(1301)六月凡三年有奇　成宗大德元年至五年
- 卷129 元紀十四 起辛丑(1301)七月盡乙巳(1305)凡四年有奇　成宗大德五年至九年
- 卷130 元紀十五 起丙午(1306)盡戊申(1308)三月凡二年有奇　成宗大德十年至十一年　武宗至大元年
- 卷131 元紀十六 起戊申(1308)四月盡辛亥(1311)凡三年有奇　武宗至大元年至四年
- 卷132 元紀十七 起壬子(1312)盡丙辰(1316)凡五年　仁宗皇慶元年至二年　延祐元年至三年
- 卷133 元紀十八 起丁巳(1317)盡庚申(1320)六月凡三年有奇　仁宗延祐四年至七年
- 卷134 元紀十九 起庚申(1320)七月盡癸亥(1323)凡三年有奇　仁宗延祐七年　英宗至治元年至三年
- 卷135 元紀二十 起甲子(1324)盡丁卯(1327)凡四年　泰定帝泰定元年至四年
- 卷136 元紀二十一 起戊辰(1328)盡己巳(1329)三月凡一年有奇　文宗天曆元年至二年
- 卷137 元紀二十二 起己巳(1329)四月盡辛未(1331)凡二年有奇　文宗天曆二年　至順元年至二年
- 卷138 元紀二十三 起壬申(1332)盡丁卯(1337)凡六年　文宗至順三年　惠宗元統元年至二年　至元元年至三年
- 卷139 元紀二十四 起戊寅(1338)盡甲申(1344)凡七年　惠宗至元四年至六年　至正元年至四年
- 卷140 元紀二十五 起乙酉(1345)盡庚寅(1350)凡六年　惠宗至正五年至十年
- 卷141 元紀二十六 起辛卯(1351)盡壬辰(1352)四月凡一年有奇　惠宗至正十一年至十二年
- 卷142 元紀二十七 起壬辰(1352)五月盡癸巳(1353)盡凡一年有奇　惠宗至正十二年至十三年
- 卷143 元紀二十八 起甲午(1354)盡乙未(1355)凡二年　惠宗至正十四年至十五年
- 卷144 元紀二十九 起丙申(1356)盡丁酉(1357)八月凡一年有奇　惠宗至正十六年至十七年
- 卷145 元紀三十 起丁酉(1357)九月盡戊戌(1358)凡一年有奇　惠宗至正十七年至十八年
- 卷146 元紀三十一 起己亥(1359)盡庚子(1360)凡二年　惠宗至正十九年至二十年
- 卷147 元紀三十二 起辛丑(1361)盡壬寅子(1362)凡二年　惠宗至正二十一年至二十二年
- 卷148 元紀三十三 起癸卯(1363)盡甲辰(1364)六月凡一年有奇　惠宗至正二十三年至二十四年
- 卷149 元紀三十四 起甲辰(1364)七月盡乙辰(1365)凡一年有奇　惠宗至正二十四年至二十五年
- 卷150 元紀三十五 起丙午(1366)盡丁未(1367)五月凡一年有奇　惠宗至正二十六年至二十七年
- 卷151 元紀三十六 起丁未(1367)六月盡十二月不滿一年　惠宗至正二十七年

- 卷152 明紀一 戊申(1368)一年　太祖洪武元年
- 卷153 明紀二 起己酉(1369)盡庚戌(1370)九月凡一年有奇　太祖洪武二年至三年
- 卷154 明紀三 起庚戌(1370)十月盡壬子(1372)凡二年有奇　太祖洪武三年至五年
- 卷155 明紀四 起癸丑(1373)盡丙辰(1376)九月凡三年有奇　太祖洪武六年至九年
- 卷156 明紀五 起丙辰(1376)十月盡庚申(1380)凡四年有奇　太祖洪武九年至十三年
- 卷157 明紀六 起辛酉(1381)盡甲子(1384)六月凡三年有奇　太祖洪武十三年至十七年
- 卷158 明紀七 起甲子(1384)七月盡庚辰(1388)凡四年有奇　太祖洪武十七年至二十一年
- 卷159 明紀八 起己巳(1389)盡壬申(1392)凡四年　太祖洪武二十二年至二十五年
- 卷160 明紀九 起癸酉(1393)盡戊寅(1398)凡六年　太祖洪武二十六年至三十一年
- 卷161 明紀十 起己卯(1399)盡庚辰(1400)凡二年　惠帝建文元年至二年
- 卷162 明紀十一 起辛巳(1401)盡壬午(1402)八月凡一年有奇　惠帝建文三年四年
- 卷163 明紀十二 起壬午(1402)九月盡丙戌(1406)九月凡四年有奇　　惠帝建文四年　成祖永樂元年至四年
- 卷164 明紀十三 起丙戌(1406)十月盡庚寅(1410)凡四年有奇　成祖永樂四年至八年
- 卷165 明紀十四 起辛卯(1411)盡乙未(1415)凡五年　成祖永樂九年至十三年
- 卷166 明紀十五 起丙申(1416)盡辛丑(1421)凡六年　成祖永樂十四年至十九年
- 卷167 明紀十六 起壬寅(1422)盡乙巳(1425)六月凡三年有奇　成祖永樂二十年至二十二年　仁宗洪熙元年
- 卷168 明紀十七 起乙巳(1425)七月盡戊申(1428)四月凡二年有奇　仁宗洪熙元年　宣宗宣德元年至三年
- 卷169 明紀十八 起戊申(1428)閏四月盡辛亥(1431)凡三年有奇　宣宗宣德三年至六年
- 卷170 明紀十九 起壬子(1432)盡丁巳(1437)凡六年　宣宗宣德七年至十年　英宗正統元年至二年
- 卷171 明紀二十 起戊午(1438)盡甲子(1445)凡六年　英宗正統三年至八年
- 卷172 明紀二十一 起乙丑(1444)盡己巳(1449)三月凡五年有奇　英宗正統九年至十四年
- 卷173 明紀二十二 起己巳(1449)四月盡十二月不滿一年　英宗正統十四年
- 卷174 明紀二十三 起庚午(1450)盡辛未(1451)凡二年　景帝景泰元年至二年
- 卷175 明紀二十四 起壬申(1452)盡乙亥(1455)凡四年　景帝景泰三年至六年
- 卷176 明紀二十五 起丙子(1456)盡丁丑(1457)凡二年　景帝景泰七年　英宗天順元年
- 卷177 明紀二十六 起戊寅(1458)盡乙亥(1462)九月凡五年有奇　英宗天順二年至七年
- 卷178 明紀二十七 起丙子(1463)十月盡丙戌(1466)凡三年有奇　英宗天順七年至八年　憲宗成化元年至二年
- 卷179 明紀二十八 起丁亥(1467)盡庚寅(1470)凡四年　憲宗成化三年至六年
- 卷180 明紀二十九 起辛卯(1471)盡丙申(1476)凡六年　憲宗成化七年至十二年
- 卷181 明紀三十 起丁酉(1477)盡壬寅(1482)凡六年　憲宗成化十三年至十八年
- 卷182 明紀三十一 起癸卯(1483)盡丁未(1487)三月凡四年有奇　憲宗成化十九年至二十三年
- 卷183 明紀三十二 起丁未(1487)四月盡庚戌(1490)凡三年有奇　憲宗成化二十三年　孝宗弘治元年至三年
- 卷184 明紀三十三 起辛亥(1491)盡丙辰(1496(1496)凡六年　孝宗弘治四年至九年
- 卷185 明紀三十四 起丁巳(1497)盡壬戌(1502)凡四年　孝宗弘治十年至十三年
- 卷186 明紀三十五 起辛酉(1501)盡甲子(1504)凡四年　孝宗弘治十四年至十七年
- 卷187 明紀三十六 起乙丑(1505)盡丁卯(1507)三月凡二年有奇　孝宗弘治十八年　武宗正德元年至二年
- 卷188 明紀三十七 起丁卯(1507)四月盡庚午(1510)九月凡三年有奇　武宗正德二年至五年
- 卷189 明紀三十八 起庚午(1510)十月盡壬申(1512)凡二年有奇　武宗正德五年至七年
- 卷190 明紀三十九 起癸酉(1513)盡乙亥(1515)凡三年　武宗正德八年至十年
- 卷191 明紀四十 起丙子(1516)盡己卯(1519)三月凡三年　武宗正德十一年至十四年
- 卷192 明紀四十一 起己卯(1519)四月盡辛巳(1521)凡二年有奇　武宗正德十四年至十六年
- 卷193 明紀四十二 起壬午(1522)盡甲申(1524)四月凡二年有奇　世宗嘉靖元年至三年
- 卷194 明紀四十三 起甲申(1524)五月盡丙戌(1526)凡二年有奇　世宗嘉靖三年至五年
- 卷195 明紀四十四 起丁亥(1527)盡戊子(1528)凡二年　世宗嘉靖六年至七年
- 卷196 明紀四十五 起己丑(1529)盡壬辰(1532)凡四年　世宗嘉靖八年至十一年
- 卷197 明紀四十六 起癸巳(1533)盡丁酉(1537)凡五年　世宗嘉靖十二年十六年
- 卷198 明紀四十七 起戊戌(1538)盡壬寅(1542)凡五年　世宗嘉靖十七年至二十一年
- 卷199 明紀四十八 起癸卯(1543)盡戊申(1548)凡六年　世宗嘉靖二十二年至二十七年
- 卷200 明紀四十九 起己酉(1549)盡辛亥(1551)凡三年　世宗嘉靖二十八年至三十年
- 卷201 明紀五十 起壬子(1552)盡乙卯(1555)八月凡三年有奇　世宗嘉靖三十一年至三十四年
- 卷202 明紀五十一 起乙卯(1555)九月盡戊午(1558)凡三年有奇　世宗嘉靖三十四年至三十七年
- 卷203 明紀五十二 起己未(1559)盡壬戌(1562)凡四年　世宗嘉靖三十八年至四十一年
- 卷204 明紀五十三 起癸亥(1563)盡丙寅(1566)凡四年　世宗嘉靖四十二年至四十五年
- 卷205 明紀五十四 起丁卯(1567)盡己巳(1569)凡三年　穆宗隆慶元年至三年
- 卷206 明紀五十五 起庚午(1570)盡壬申(1572)三月凡二年有奇　穆宗隆慶四年至六年
- 卷207 明紀五十六 起壬申(1572)四月盡丙子(1576)凡四年有奇　穆宗隆慶六年　神宗萬曆元年至四年
- 卷208 明紀五十七 起丁丑(1577)盡辛巳(1581)凡五年　神宗萬曆五年至九年
- 卷209 明紀五十八 起壬午(1582)盡甲申(1584)凡三年　神宗萬曆十年至十二年
- 卷210 明紀五十九 起乙酉(1585)盡丁亥(1587)凡三年　神宗萬曆十三年至十五年
- 卷211 明紀六十 起戊子(1588)盡辛卯(1591)凡四年　神宗萬曆十六年至十九年
- 卷212 明紀六十一 起壬辰(1592)盡癸巳(1593)凡二年　神宗萬曆二十至二十一年
- 卷213 明紀六十二 起甲午(1594)盡丁酉(1595)凡四年　神宗萬曆二十二年至二十五年
- 卷214 明紀六十三 起戊戌(1598)盡庚子(1600)凡三年　神宗萬曆二十六年至二十八年
- 卷215 明紀六十四 起辛丑(1601)盡乙巳(1605)凡五年　神宗萬曆二十九年至三十三年
- 卷216 明紀六十五 起丙午(1606)盡癸丑(1613)三月凡五年有奇　神宗萬曆三十四年至三十九年
- 卷217 明紀六十六 起癸丑(1613)四月盡乙卯(1615)閏六月凡四年有奇　神宗萬曆三十九年至四十三年
- 卷218 明紀六十七 起乙卯(1615)七月盡己未(1619)六月凡四年　神宗萬曆四十三年至四十七年
- 卷219 明紀六十八 起己未(1619)七月盡辛酉(1621)三月凡一年有奇　神宗萬曆四十七年至四十八年　光宗泰昌元年　熹宗天啟元年
- 卷220 明紀六十九 起辛酉(1621)四月盡壬戌(1622)五月凡一年有奇　熹宗天啟元年至二年
- 卷221 明紀七十 起壬戌(1622)六月盡甲子(1624)三月凡一年有奇　熹宗天啟二年至四年
- 卷222 明紀七十一 起甲子(1624)四月盡乙丑(1625)凡一年有奇　熹宗天啟四年至五年
- 卷223 明紀七十二 起丙寅(1626)盡丁卯(1627)九月凡一年有奇　熹宗天啟六年至七年
- 卷224 明紀七十三 起丁卯(1627)十月盡己巳(1629)三月凡一年有奇　熹宗天啟七年　愍帝崇禎元年至二年
- 卷225 明紀七十四 起己巳(1629)四月盡庚午(1630)二月不滿一年　愍帝崇禎二年至三年
- 卷226 明紀七十五 起庚午(1630)三月盡辛未(1631)十月凡一年有奇　愍帝崇禎三年至四年
- 卷227 明紀七十六 起辛未(1631)十一月盡壬申(1632)凡一年有奇　愍帝崇禎四年至五年
- 卷228 明紀七十七 起癸酉(1633)盡甲戌(1634)七月凡一年有奇　愍帝崇禎六年至七年
- 卷229 明紀七十八 起甲戌(1634)八月盡乙亥(1635)凡一年有奇　愍帝崇禎七年至八年
- 卷230 明紀七十九 起丙子(1636)盡丁丑(1637)二月凡一年有奇　愍帝崇禎九年至十年
- 卷231 明紀八十 起丁丑(1637)三月盡戊寅(1638)八月凡一年有奇　愍帝崇禎十年至十一年
- 卷232 明紀八十一 起戊寅(1638)九月盡己卯(1639)凡一年有奇　愍帝崇禎十一年至十二年
- 卷233 明紀八十二 起庚辰(1640)盡辛巳(1641)三月凡一年有奇　愍帝崇禎十三年至十四年
- 卷234 明紀八十三 起辛巳(1641)四月盡壬午(1642)六月凡一年有奇　愍帝崇禎十四年至十五年
- 卷235 明紀八十四 起壬午(1642)七月盡癸未(1643)三月不滿一年　愍帝崇禎十五年至十六年
- 卷236 明紀八十五 起癸未(1643)四月盡十二月不滿一年　愍帝崇禎十六年

- 卷237 清紀一 起甲申(1644)正月盡四月不滿一年　世祖順治元年
- 卷238 清紀二 起甲申(1644)五月盡八月不滿一年　世祖順治元年
- 卷239 清紀三 起甲申(1644)九月盡乙酉(1645)三月不滿一年　世祖順治元年至二年
- 卷240 清紀四 起乙酉(1645)四月盡八月凡不滿一年　世祖順治二年
- 卷241 清紀五 起乙酉(1645)九月盡丙戌(1646)五月凡一年　世祖順治二年至三年
- 卷242 清紀六 起丙戌(1646)六月盡丁亥(1647)三月不滿一年　世祖順治三年至四年
- 卷243 清紀七 起丁亥(1647)四月盡戊子(1648)三月凡一年　世祖順治四年至五年
- 卷244 清紀八 起戊子(1648)四月盡己丑(1649)三月凡一年　世祖順治五年至六年
- 卷245 清紀九 起己丑(1649)四月盡庚寅(1650)六月凡一年　世祖順治六年至七年
- 卷246 清紀十 起庚寅(1650)七月盡辛卯(1651)凡一年有奇　世祖順治七年至八年
- 卷247 清紀十一 起壬辰(1652)盡癸巳(1653)凡一年有奇　世祖順治九年至十年
- 卷248 清紀十二 起甲午(1654)盡丙申(1656)凡三年　世祖順治十一年至十三年
- 卷249 清紀十三 起丁酉(1657)盡己亥(1659)六月凡二年有奇　世祖順治十四年至十六年
- 卷250 清紀十四 起己亥(1659)七月盡辛丑(1661)九月凡二年有奇　世祖順治十六年至十八年
- 卷251 清紀十五 起辛丑(1661)十月盡甲辰(1664)凡三年有奇　世祖順治十八年　聖祖康熙元年至三年
- 卷252 清紀十六 起乙巳(1665)盡戊申(1668)凡四年　聖祖康熙四年至七年
- 卷253 清紀十七 起己酉(1669)盡癸丑(1673)六月凡四年有奇　聖祖康熙八年至十二年
- 卷254 清紀十八 起癸丑(1673)七月盡甲寅(1674)九月凡一年有奇　聖祖康熙十二年至十三年
- 卷255 清紀十九 起甲寅(1674)十月盡丙辰(1676)三月凡一年有奇　聖祖康熙十三年至十五年
- 卷256 清紀二十 起丙辰(1676)四月盡丁巳(1677)凡三年　聖祖康熙十五年至十六年
- 卷257 清紀二十一 起戊午(1678)盡己未(1679)凡二年　聖祖康熙十七年至十八年
- 卷258 清紀二十二 起庚申(1680)盡辛酉(1681)凡二年　聖祖康熙十九年至二十年
- 卷259 清紀二十三 起壬戌(1682)盡甲子(1684)凡三年　聖祖康熙二十一年至二十三年
- 卷260 清紀二十四 起乙丑(1685)盡戊辰(1686)六月凡三年有奇　聖祖康熙二十四年至二十六年
- 卷261 清紀二十五 起戊辰(1686)七月盡辛未(1689)凡三年有奇　聖祖康熙二十六年至二十九年
- 卷262 清紀二十六 起壬申(1692)盡丙子(1696)凡五年　聖祖康熙三十一年至三十五年
- 卷263 清紀二十七 起丁丑(1697)盡辛巳(1701)凡五年　聖祖康熙三十六年至四十年
- 卷264 清紀二十八 起壬午(1702)盡戊子(1708)九月凡六年有奇　聖祖康熙四十一年至四十七年
- 卷265 清紀二十九 起戊子(1708)十月盡癸巳(1713)凡五年有奇　聖祖康熙四十七年至五十二年
- 卷266 清紀三十 起甲午(1714)盡戊戌(1718)凡五年　聖祖康熙五十三年至五十七年
- 卷267 清紀三十一 起己亥(1719)盡癸卯(1723)三月凡四年有奇　聖祖康熙五十八年至六十一年　世宗雍正元年
- 卷268 清紀三十二 起癸卯(1723)四月盡乙巳(1725)六月凡二年有奇　世宗雍正元年至三年
- 卷269 清紀三十三 起乙巳(1725)七月盡丁未(1727)凡二年有奇　世宗雍正三年至五年
- 卷270 清紀三十四 起戊申(1728)盡庚戌(1730)凡三年　世宗雍正六年至八年
- 卷271 清紀三十五 起辛亥(1731)盡甲寅(1734)凡四年　世宗雍正年九至十二年
- 卷272 清紀三十六 起乙卯(1735)盡戊午(1738)六月凡三年有奇　世宗雍正十三年　高宗乾隆年元至三年
- 卷273 清紀三十七 起戊午(1738)七月盡辛酉(1741)凡三年有奇　高宗乾隆年三至六年
- 卷274 清紀三十八 起壬戌(1742)盡丁卯(1747)三月凡五年有奇　高宗乾隆年七至十二年
- 卷275 清紀三十九 起丁卯(1747)四月己巳盡(1749)十月凡二年有奇　高宗乾隆十二年至十四年
- 卷276 清紀四十 起己巳盡(1749)十一月盡癸酉(1753)凡四年有奇　高宗乾隆十四年至十八年
- 卷277 清紀四十一 起甲戌(1754)盡丙子(1756)九月凡二年有奇　高宗乾隆十九年至二十一年
- 卷278 清紀四十二 起丙子(1756)十月盡戊寅(1758)凡二年有奇　高宗乾隆二十一年至二十三年
- 卷279 清紀四十三 起己卯(1759)盡癸未(1763)凡五年　高宗乾隆二十四年至二十八年
- 卷280 清紀四十四 起甲申(1764)盡丁亥(1767)凡四年　高宗乾隆二十九年至三十二年
- 卷281 清紀四十五 起戊子(1768)盡辛卯(1771)六月凡三年有奇　高宗乾隆三十三年至三十六年
- 卷282 清紀四十六 起辛卯(1771)七月盡甲午(1774)凡三年有奇　高宗乾隆三十六年至三十九年
- 卷283 清紀四十七 起乙未(1775)盡己亥(1779)凡五年　高宗乾隆四十年至四十四年
- 卷284 清紀四十八 起庚子(1780)盡甲辰(1784)凡五年　高宗乾隆四十五年至四十九年
- 卷285 清紀四十九 起乙巳(1785)盡戊申(1788)七月凡三年有奇　高宗乾隆五十年至五十三年
- 卷286 清紀五十 起戊申(1788)八月盡壬子(1792)六月凡三年有奇　高宗乾隆五十三年至五十七年
- 卷287 清紀五十一 起壬子(1792)七月盡乙卯(1795)凡三年有奇　高宗乾隆五十七年至六十年
- 卷288 清紀五十二 起丙辰(1796)盡丁巳(1797)六月凡一年有奇　仁宗嘉慶元年至二年
- 卷289 清紀五十三 起丁巳(1797)七月盡己未(1799)正月凡一年有奇　仁宗嘉慶二年至四年
- 卷290 清紀五十四 起己未(1799)二月盡庚申(1800)三月凡一年有奇　仁宗嘉慶年四至五年
- 卷291 清紀五十五 起庚申(1800)四月盡辛酉(1801)凡一年有奇　仁宗嘉慶五年至六年
- 卷292 清紀五十六 起壬戌(1802)盡辛卯(1805)六月凡三年有奇　仁宗嘉慶七年至十年
- 卷293 清紀五十七 起辛卯(1805)七月盡庚午(1810)凡五年有奇　仁宗嘉慶十年至十五年
- 卷294 清紀五十八 起辛未(1811)盡乙亥(1815)凡五年　仁宗嘉慶十六年至二十年
- 卷295 清紀五十九 起丙子(1816)盡辛巳(1821)凡七年　仁宗嘉慶二十一年至二十五年　宣宗道光元年
- 卷296 清紀六十 起壬午(1822)盡丙戌(1826)凡六年　宣宗道光二年至七年
- 卷297 清紀六十一 起丁亥(1827)盡甲午(1834)凡七年　宣宗道光八年至十四年
- 卷298 清紀六十二 起乙未(1835)盡庚子(1840)六月凡五年有奇　宣宗道光十五年至二十年
- 卷299 清紀六十三 起庚子(1840)七月盡壬寅(1822)凡二年有奇　宣宗道光二十年至二十二年
- 卷300 清紀六十四 起癸卯(1823)盡庚戌(1850)二月凡七年有奇　宣宗道光二十三年至三十年
- 卷301 清紀六十五 起庚戌(1850)三月盡壬子(1852)六月凡二年有奇　宣宗道光三十年　文宗咸豐元年至二年
- 卷302 清紀六十六 起壬子(1852)七月盡癸丑(1853)四月不滿一年　文宗咸豐二年至三年
- 卷303 清紀六十七 起癸丑(1853)五月盡甲寅(1854)三月不滿一年　文宗咸豐三年至四年
- 卷304 清紀六十八 起甲寅(1854)四月盡乙卯(1855)四月凡一年有奇　文宗咸豐四年至五年
- 卷305 清紀六十九 起乙卯(1855)五月盡丙辰(1856)五月凡一年有奇　文宗咸豐五年至六年
- 卷306 清紀七十 起丙辰(1856)六月盡丁巳(1857)五月凡一年　文宗咸豐六年至七年
- 卷307 清紀七十一 起丁巳(1857)閏五月盡戊午(1858)四月不滿一年　文宗咸豐七年至八年
- 卷308 清紀七十二 起戊午(1858)五月盡己未(1859)四月凡一年　文宗咸豐八年至九年
- 卷309 清紀七十三 起己未(1859)五月盡庚申(1860)閏三月不滿一年　文宗咸豐九年至十年
- 卷310 清紀七十四 起庚申(1860)四月盡九月不滿一年　文宗咸豐十年
- 卷311 清紀七十五 起庚申(1860)十月盡辛酉(1861)七月不滿一年　文宗咸豐十年至十一年
- 卷312 清紀七十六 起辛酉(1861)八月盡壬戌(1862)二月不滿一年　文宗咸豐十一年　穆宗同治元年
- 卷313 清紀七十七 起壬戌(1862)三月盡九月不滿一年　穆宗同治元年
- 卷314 清紀七十八 起壬戌(1862)十月盡癸亥(1863)六月不滿一年　穆宗同治元年至二年
- 卷315 清紀七十九 起癸亥(1863)七月盡甲子(1864)四月不滿一年　穆宗同治二年至三年
- 卷316 清紀八十 起甲子(1864)五月盡乙丑(1865)四月凡一年　穆宗同治三年至四年
- 卷317 清紀八十一 起乙丑(1865)五月盡丙寅(1866)十一月凡一年有奇　穆宗同治四年至五年
- 卷318 清紀八十二 起丙寅(1866)十二月盡戊辰(1868)六月凡一年有奇　穆宗同治五年至七年
- 卷319 清紀八十三 起戊辰(1868)七月盡庚午(1870)五月凡一年有奇　穆宗同治七年至九年
- 卷320 清紀八十四 起庚午(1870)六月盡壬申(1872)八月凡二年有奇　穆宗同治九年至十一年
- 卷321 清紀八十五 起壬申(1872)九月盡甲戌(1874)凡二年有奇　穆宗同治十一年至十三年
- 卷322 清紀八十六 起乙亥(1875)盡戊寅(1878)凡四年　德宗光緒元年至四年
- 卷323 清紀八十七 起己卯(1879)盡辛巳(1881)凡三年　德宗光緒五年至七年
- 卷324 清紀八十八 起壬午(1882)盡甲申(1884)九月凡二年有奇　德宗光緒八年至十年
- 卷325 清紀八十九 起甲申(1884)十月盡丁亥(1887)六月凡二年有奇　德宗光緒十年至十三年
- 卷326 清紀九十 起丁亥(1887)七月盡辛卯(1891)凡四年有奇　德宗光緒十三年至十七年
- 卷327 清紀九十一 起壬辰(1892)盡甲午(1894)凡三年　德宗光緒十八年至二十年
- 卷328 清紀九十二 起乙未(1995)盡丁酉(1897)凡三年　德宗光緒二十一年至二十三年
- 卷329 清紀九十三 戊戌(1898)一年　德宗光緒二十四年
- 卷330 清紀九十四 起己亥(1899)盡庚子(1900)七月凡一年有奇　德宗光緒二十五年至二十六年
- 卷331 清紀九十五 起庚子(1900)八月盡辛丑(1901)九月凡年　德宗光緒二十六年至二十七年
- 卷332 清紀九十六 起辛丑(1901)十月盡甲辰(1904)凡三年有奇　德宗光緒二十七年至三十年
- 卷333 清紀九十七 起乙巳(1905)盡丁未(1907)六月凡二年有奇　德宗光緒三十一年至三十三年
- 卷334 清紀九十八 起丁未(1907)七月盡己酉(1909)六月凡二年　德宗光緒三十三年至三十四年　帝溥儀宣統元年
- 卷335 清紀九十九 起己酉(1909)七月盡辛亥(1911)六月凡二年　帝溥儀宣統元年至三年
- 卷338 清紀一百 起辛亥(1911)閏六月盡十一月不滿一年　帝溥儀宣統三年